# Джексон Тауншип (округ Колумбія, Пенсільванія)
Джексон Тауншип (англ. Jackson Township) — селище (англ. township) в США, в окрузі Колумбія штату Пенсільванія. Населення — 622 особи (2020).

## Демографія
Згідно з переписом 2010 року, у селищі мешкало 626 осіб у 249 домогосподарствах у складі 186 родин. Було 314 помешкання
Расовий склад населення:
| - 99,4 % — білих - 0,2 % — чорних або афроамериканців - 0,2 % — азіатів |

До двох чи більше рас належало 0,3 %. Частка іспаномовних становила 0,2 % від усіх жителів.
За віковим діапазоном населення розподілялося таким чином: 19,5 % — особи молодші 18 років, 63,9 % — особи у віці 18—64 років, 16,6 % — особи у віці 65 років та старші. Медіана віку мешканця становила 44,7 року. На 100 осіб жіночої статі у селищі припадало 103,9 чоловіків;  на 100 жінок у віці від 18 років та старших — 104,9 чоловіків також старших 18 років.
Середній дохід на одне домашнє господарство  становив 60 005 доларів США (медіана — 51 635), а середній дохід на одну сім'ю — 65 818 доларів (медіана — 55 139). Медіана доходів становила 42 188 доларів для чоловіків та 33 750 доларів для жінок. За межею бідності перебувало 12,3 % осіб, у тому числі 30,2 % дітей у віці до 18 років та 8,1 % осіб у віці 65 років та старших.
Цивільне працевлаштоване населення становило 267 осіб. Основні галузі зайнятості: освіта, охорона здоров'я та соціальна допомога — 25,1 %, виробництво — 12,4 %, будівництво — 12,0 %.